# 더글러스 하이드
더글러스 하이드(영어: Douglas Hyde, 아일랜드어: Dubhghlas de hÍde, 1860년 1월 17일 ~ 1949년 7월 12일)는 아일랜드의 아일랜드어학자로 1938년부터 1945년까지 아일랜드 공화국의 초대 우어흐터란(대통령)을 역임했다. 히더는 당대 아일랜드에서 가장 큰 영향력을 가진 문화기구였던 게일어 연맹의 초대 총장으로서 게일 부흥운동의 주요 인물이기도 하다.